# ملیکای مژه‌دار
ملیکای مژه‌دار (نام علمی: Melica ciliata) نام یک گونه از تیره گندمیان است.